# Mōka
Mōka (真岡市?) è una città giapponese della prefettura di Tochigi.

## Storia
La città è stata fondata il 1º ottobre 1954.